# Феодор (Пуляшкин)
Схииеромонах Феодор (в миру Фёдор Николаевич Пуляшкин) (1758, Вязьма Смоленской губернии – 1842, Москва), схииеромонах, подвижник благочестия, духовник И.В. Киреевского.

## Биография
Родился в 1758 в г. Вязьма Смоленской губернии в купеческой семье Николая и Матроны (в монашестве - Митрополии) Пуляшкиных, брат архимандрита Аполлинария – настоятеля Спасо-Яковлевского монастыре в Ростове. Оставшись сиротой, взят дядей, купцом Никитиным, в одну из лавок в Санкт-Петербурге. В 1771 г. ушёл в монастырь. Подвизался последовательно в Александро-Невском монастыре в Санкт-Петербурге, Саровской пустыне и московском Симоновом монастыре, где в 1786 г. пострижен в мантию с именем Филарет, а в 1787 г. рукоположён в иеродиакона. В 1788 г. был переведён в Александро-Невский монастырь в Санкт-Петербурге, где в 1789 г. рукоположён в иеромонаха. В 1791 г. переведён в церкви Илии Пророка на Новгородском подворье в Москве для служения и управления подворьем. В эти годы принимал участие в издании Добротолюбия (М., 1792), переведённого Паисием (Величковским). В 1794 г. перешёл в московский Новоспасский монастырь, где с тех пор служил в больничной церкви во имя святителя Николая и состоял членом Духовного собора монастыря. В 1798-1799 гг. был также братским духовником. В 1799 г. в связи с плохим здоровьем освобождён от всех послушаний.
С 1809 г. принимал в своей келье многочисленных посетителей, обращавшихся к нему, как к старцу. Его почитали и испрашивали у него духовного совета многие святые люди и церковные деятели: преподобные Зосима (Верховский) и Макарий Оптинский, инокиня Досифея (Тараканова) и др. Он обладал прозорливостью, изгонял бесов, исцелял больных. В 1826 г. келейно пострижен в великую схиму с именем Феодор. Однако будучи схимником, продолжал своё старческое служение до самой смерти.  Умер в 1842 и похоронен в Новоспасском монастыре. Отпевал Феодора святитель Филарет (Дроздов), митрополит Московский, при стечении многочисленных почитателей старца.